# Marais d'Ableiges
Le marais d'Ableiges est un site naturel constitué d'étangs et de roselières de la Viosne et situé sur les communes Ableiges et Montgeroult dans le département du Val-d'Oise.

## Statut
Le site est classé zone naturelle d'intérêt écologique, faunistique et floristique de type I, sous le numéro régional 00006019.

## Site connexe
- Parc naturel régional du Vexin français